# Fréland
Fréland är en kommun i departementet Haut-Rhin i regionen Grand Est (tidigare regionen Alsace) i nordöstra Frankrike. Kommunen ligger i kantonen Lapoutroie som tillhör arrondissementet Ribeauvillé. År 2022 hade Fréland 1 297 invånare.

## Befolkningsutveckling
Antalet invånare i kommunen Fréland
| Referens: INSEE |